# Eparchie velikousťugská
Eparchie Velikij Usťug je eparchie ruské pravoslavné církve nacházející se v Rusku.

## Území a titul biskupa
Zahrnuje správní hranice území Velikousťugského, Babuškinského, Kičmengsko-Goroděckého, Nikolského, Totěmského, Njuksenského a Tarnogského rajónu Vologodské oblasti.
Eparchiálnímu biskupovi náleží titul biskup velikousťugský a totěmský.

## Historie
Rozhodnutí o vytvoření biskupského stolce Velikij Usťug vyšlo 5. února 1589, ale toto rozhodnutí nebylo realizováno.
Ve skutečnosti bylo založeno v březnu 1682 oddělením od vologdské eparchie.
Po odchodu biskupa Ioanna (Nikitina) bylo řízení eparchie svěřeno vologodskému biskupovi a 17. května 1788 se stala součástí vologodské eparchie.
Dne 11. února 1888 byla obnovena jako vikariát vologodské eparchie.
Dne 3. září 1918 bylo Svatým synodem rozhodnuto o přeměně vikariátu na eparchii velikousťugskou a usť-vymskou. Její území se shodovalo se Severo-Dvinskou gubernií.
Po zatčení 20. června 1937 posledního vládnoucího biskupa Pitirima (Krylova), byla eparchie neobsazena.
Dne 23. října 2014 byla rozhodnutím Svatého synodu obnovena velikousťugská eparchie oddělením území z eparchie vologodské. Stala se součástí nově vzniklé vologodské metropole.

## Seznam biskupů

### Eparchie velikousťugská
- 1682–1684 Gelasij
- 1685–1699 Alexandr
- 1700–1718 Iosif
- 1719–1726 Bogolep (Adamov)
- 1727–1731 Lavrentij (Gorka)
- 1731–1735 Sergij (Bělogradskij)
- 1737–1738 Luka (Konaševič)
- 1738–1748 Gavriil (Russkoj)
- 1748–1761 Varlaam (Skamnickij)
- 1761–1766 Feodosij (Golosnickij)
- 1766–1767 Pachomij (Simanskij)
- 1767–1786 Ioann (Nikitin)
- 1786–1788 Irinej (Bratanovič), dočasný administrátor

### Vikariát velikousťugský
- 1888–1891 Ioannikij (Kazanskij)
- 1891–1892 Petr (Losev)
- 1892–1894 Varsonofij (Kurganov)
- 1895–1897 Antonij (Karžavin)
- 1897–1904 Gavriil (Golosov)
- 1904–1918 Alexij (Bělkovskij), svatořečený mučedník

### Eparchie velikousťugská
- 1918–1924 Alexij (Bělkovskij)
- 1925–1927 Irinarch (Siněokov-Andrijevskij)
- 1927–1932 Sofronij (Arefjev)
- 1932–1933 Serafim (Trofimov)
- 1933–1936 Nikolaj (Klementěv), svatořečený mučedník
- 1936–1937 Pitirim (Krylov)
- 2014–2017 Ignatij (Děputatov), dočasný administrátor
- 2017–2019 Tarasij (Perov)
- 2019–2020 Alexij (Zanočkin)
- 2020–2020 Ignatij (Děputatov), dočasný administrátor
- 2020–2023 Savva (Michejev), dočasný administrátor
- od 2023 Fotij (Jevtichejev)